# Xanthorhoe convallaria
Xanthorhoe convallaria är en fjärilsart som beskrevs av Achille Guenée 1858. Xanthorhoe convallaria ingår i släktet Xanthorhoe och familjen mätare. Inga underarter finns listade i Catalogue of Life.